# معتمدية بئر الحفي
معتمدية بئر الحفي إحدى معتمديات الجمهورية التونسية، تابعة لولاية سيدي بوزيد.

### مواضيع ذات علاقة
- ولاية سيدي بوزيد.